# Liste antiker Ortsnamen und geographischer Bezeichnungen/Tl
| Lateinischer Name | Griechischer Name | Beschreibung    | Heute                                      | Quellen und Verweise | Lage |
| ----------------- | ----------------- | --------------- | ------------------------------------------ | -------------------- | ---- |
| Tlos              | Τλώς (Tlōs)       | Stadt in Lykien | in der südwestlichen Türkei im Xanthos-Tal | Smith;               |      |